# Союз писателей СССР
Сою́з писа́телей СССР — организация профессиональных писателей СССР.

## Предыстория
Радикальное изменение общества после Великой Октябрьской социалистической революции 1917 года вызвало создание нового, революционного искусства, в противоположность прежнему, «буржуазному». Для интеллигенции вопрос сотрудничества с властью фактически решал и вопросы жизни и быта, что вызвало создание в Петрограде нескольких объединений дореволюционной творческой интеллигенции: Союза деятелей художественной литературы (1918—1919), Дома литераторов (1918—1922), издательства «Всемирная литература» (1918—1924), Всероссийского союза писателей (1920—1932). Одновременно в стране создались организации пролетарских писателей (РАПП и другие).
При этом к середине 1930-х годов жёсткое деление писателей по социальным признакам — пролетарский, крестьянский, попутчик, союзник — уже не соответствовало реальному содержанию творчества литераторов, не состоявших в рядах организаций пролетарских писателей: К. Федина, М. Шолохова, А. Толстого, Л. Леонова, М. Шагинян, П. Тычины, Л. Киачели, Г. Ибрагимова, М. Гафури и других. Их зачисляли в ряды «попутчиков», причём не без опасений.

### Решение партии
Постановление Политбюро ЦК ВКП (б) от 23 апреля 1932 года «О перестройке литературно-художественных организаций» обозначило новую эру во взаимоотношениях государства и писателей. В нём было констатировано, что в стране «успели вырасти кадры пролетарской литературы и искусства, выдвинулись новые писатели и художники с заводов, фабрик, колхозов», поэтому «рамки существующих пролетарских литературно-художественных организаций (ВОАПП, РАПП, РАМП и др.) становятся уже узкими и тормозят серьёзный размах художественного творчества». «Это обстоятельство создаёт опасность превращения этих организаций из средства наибольшей мобилизации советских писателей и художников вокруг задач социалистического строительства в средство культивирования кружковой замкнутости, отрыва от политических задач современности и от значительных групп писателей и художников, сочувствующих социалистическому строительству».
Было предложено ликвидировать разрозненные литературно-художественные организации и создать единые творческие союзы по направлениям (писателей, композиторов, художников и др.).

### Подготовка съезда
17 мая 1932 года Оргбюро ЦК ВКП(б) утвердило состав оргкомитета Союза советских писателей по РСФСР и приняло решение о создании подобных комитетов в других республиках. А. М. Горький был избран почётным председателем союзного оргкомитета. Для утверждения руководящих органов будущего союза и устава наметили созвать I съезд советских писателей.
Первые рабочие встречи инициативной группы проходили на квартире у А. М. Горького, на них присутствовали писатели разных взглядов.
20 октября 1932 года состоялась встреча с писателями-коммунистами. На ней И. Сталин обосновал необходимость создания новой писательской организации: «Вы [рапповцы] выдвигали и расхваливали своих, выдвигали подчас не в меру и не по заслугам, замалчивали и травили писателей, не принадлежащих к вашей группе, и тем самым отталкивали их от себя, вместо того чтобы привлекать их в нашу организацию и помогать их росту… Тут же рядом с вами росло и множилось море беспартийных писателей, которыми никто не руководил, которым никто не помогал, которые были беспризорными».
Первые материалы по повестке дня и учредительным документам готовил секретарь фракции ВКП(б) оргкомитета И. Гронский. Когда из-за его болезни работа застопорилась, его заменил А. Фадеев, а в помощь ему в секретариат был введён В. Ставский. Статья «О социалистическом реализме», написанная П. Юдиным вместе с А. Фадеевым, стала важнейшей идейной вехой в подготовке съезда. Политбюро ЦК ВКП(б) рассмотрело и утвердило её 6 мая 1934 года, а затем она была опубликована в «Правде».

## Создание и устав
Союз создан в 1934 году на Первом съезде писателей СССР, созванном в соответствии с постановлением Политбюро ЦК ВКП(б) от 23 апреля 1932 года «О перестройке литературно-художественных организаций». Дата съезда несколько раз переносилась, в том числе из-за смерти сына А. М. Горького Максима 11 мая 1934 года, и окончательно была утверждена на 15 августа.
Союз заменил собой все существовавшие до того организации писателей: как объединённые на какой-либо идеологической или эстетической платформе (РАПП, «Перевал»), так и исполнявшие функцию писательских профсоюзов (Всероссийский союз писателей, Всероскомдрам). РАПП сама партия поставила в исключительное положение по отношению к другим литературным течениям и группам, регламентируя её деятельность и давая её членам различные привилегии, однако вскоре РАПП стала стремиться превалировать над партией в деле руководства литературой, а внутри неё стали множиться конфликты.
Из Устава Союза писателей в редакции 1934 года (устав неоднократно редактировался и изменялся): «Союз советских писателей ставит генеральной целью создание произведений высокого художественного значения, насыщенных героической борьбой международного пролетариата, пафосом победы социализма, отражающих великую мудрость и героизм коммунистической партии. Союз советских писателей ставит своей целью создание художественных произведений, достойных великой эпохи социализма».
Согласно уставу в редакции 1971 года, Союз писателей СССР — «добровольная общественная творческая организация, объединяющая профессиональных литераторов Советского Союза, участвующих своим творчеством в борьбе за построение коммунизма, за социальный прогресс, за мир и дружбу между народами».
Уставом давалось определение социалистического реализма как основного метода советской литературы и литературной критики, следование которому было обязательным условием членства СП.

## Организационная структура
Высшим органом СП СССР был съезд писателей (между 1934 и 1954 годами, вопреки Уставу, не созывался), который избирал Правление СП СССР (150 человек в 1986 году), которое, в свою очередь, избирало председателя правления (с 1977 года — первого секретаря) и формировало секретариат правления (36 человек в 1986 году), управлявший делами СП в период между съездами. Пленум правления СП собирался не реже одного раза в год. Правление по Уставу 1971 года избирало, кроме того, бюро секретариата, в составе которого было около 10 человек, фактическое же руководство находилось в руках группы рабочего секретариата (около 10 штатных мест, занимаемых скорее административными работниками, чем литераторами). Во главе этой группы в 1986 году был утверждён Ю. Н. Верченко (до 1991 года).
Структурными подразделениями СП СССР были региональные писательские организации со структурой, аналогичной центральной организации: СП союзных и автономных республик, писательские организации областей, краёв, городов Москва и Ленинград.
Печатными органами СП СССР были «Литературная газета», журналы «Новый мир», «Знамя», «Дружба народов», «Вопросы литературы», «Литературное обозрение», «Иностранная литература», «Юность», «Советская литература» (выходила на иностранных языках), «Театр», «Советиш геймланд» (на идиш), «Звезда», «Костёр».
В ведении правления СП СССР находилось издательство «Советский писатель», Литературный институт имени А. М. Горького, Всесоюзное управление по охране авторских прав, Всесоюзное Бюро пропаганды художественной литературы, Центральный дом литераторов им. А. А. Фадеева в Москве и др.
В структуре СП существовали различные подразделения, осуществлявшие функции управления и контроля. Так, все заграничные поездки членов Союза подлежали утверждению со стороны иностранной комиссии СП СССР.
При правлении СП СССР действовал Литературный фонд СССР, региональные писательские организации также имели свои литфонды. В задачу литфондов входило оказание членам СП материальной поддержки (соответственно «рангу» писателя) в форме обеспечения жильём, строительства и обслуживания «писательских» дачных посёлков, медицинского и санаторно-курортного обслуживания, предоставления путёвок в «дома творчества писателей», оказания бытовых услуг, снабжения дефицитными товарами и продуктами питания.

## Членство

### Приём

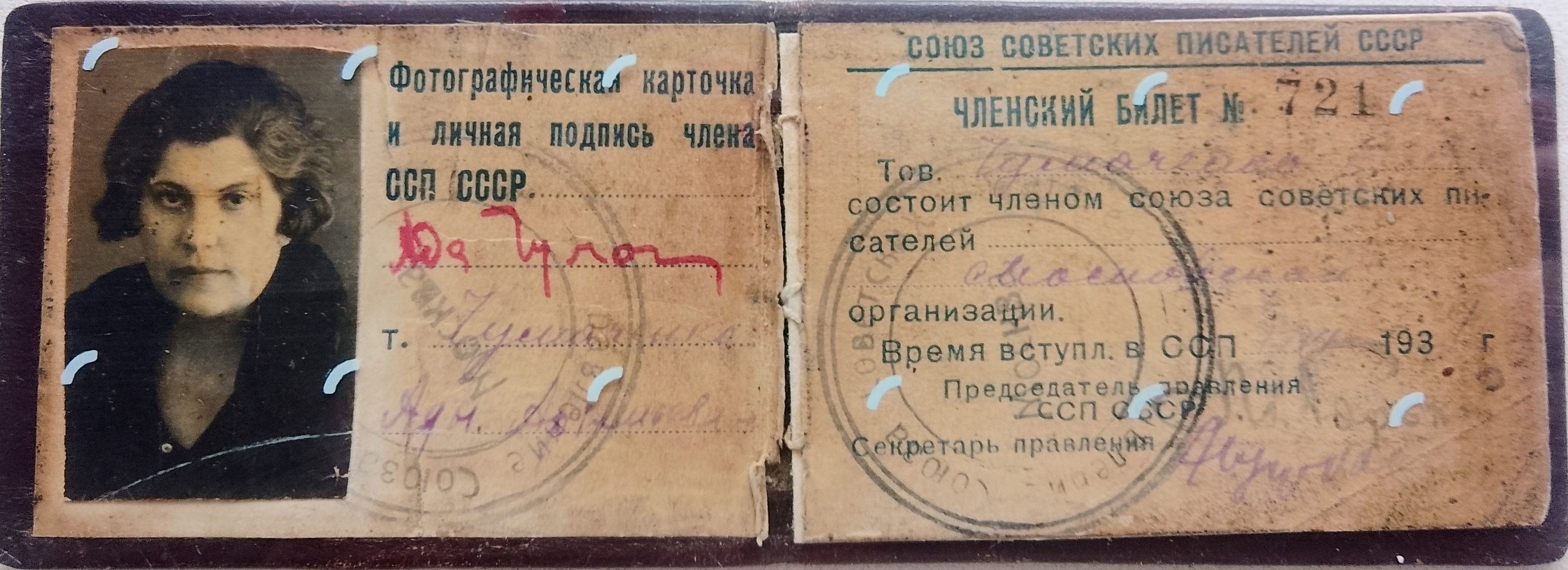
Членский билет 1934 года Союза советских писателей СССР Ады Артемьевны Чумаченко (1887—1954)

Согласно Уставу 1934 года, приём в члены Союза писателей производился на основании заявления, к которому должны были быть приложены рекомендации трёх членов СП. Писатель, желающий вступить в Союз, должен был иметь две опубликованные книги и представить рецензии на них. Заявление рассматривалось на заседании местного отделения СП СССР и должно было при голосовании получить не менее двух третей голосов, затем его рассматривал секретариат или правление СП СССР и для принятия в члены требовалось не менее половины их голосов. Кандидат в члены ССП имел такие же привилегии и социальные гарантии, как действительный член, кроме права голосовать на съездах и быть избранным в руководящие органы. Согласно Уставу 1971 года, в кандидаты больше не принимали. Приём в члены СП СССР осуществляли правления, президиумы или секретариаты правлений Союзов писателей союзных республик путём тайного голосования. Принятому вручался единый членский билет СП СССР.
Перед I съездом ССП начала работу комиссия по приёму писателей в ССП во главе с П. Юдиным, в составе: Вс. Иванов, П. Павленко, К. Федин, Н. Асеев, Ф. Гладков и А. Афиногенов. 15 августа 1934 года на собрании партгруппы Оргкомитета ССП Юдин доложил, что заявления о принятии в СП написали буквально все писатели, кроме Анны Ахматовой, которая была принята в СП лишь в 1939 году. Писатели не скрывали корыстных мотивов вступления в организацию. Некая Л. Иванова, у которой в активе не было ни одного произведения, просила «содействия и сочувствия», угрожая в противном случае «пустить себе пулю в лоб», а причиной своей литературной неудачливости назвала плохие жилищные условия. Участник II пленума Оргкомитета ССП Никонов, говоря о жаждущих любой ценой попасть в члены Союза, сравнил их с очередью, которая «…напоминает давку около какой-нибудь столовой или закрытого распределителя». Попытки как-то отфильтровать настоящих писателей от конъюнктурщиков не дали результата, как и последующие попытки провести в рядах союза чистку и избавиться от балласта, находящегося в ССП только ради льгот и привилегий.

### Численность
Численный состав Союза писателей СССР по годам (по данным оргкомитетов съездов СП):
- 1934 — 2 500 членов, из которых 1500 действительных и около 1000 кандидатов[16]. Только около трети членов ССП были членами ВКП (б), в дальнейшем число партийцев в Союзе росло. на первом съезде они составляли 52,8 % от делегатов, то на втором (1954) — 72,5 %[4].
- 1941 — 3000-3300 членов и кандидатов ССП, из них в Москве 840, в Ленинграде 320. Более тысячи литераторов добровольно ушли на фронт или работали военными корреспондентами. 962 писателя были награждены боевыми орденами и медалями, 417 погибли[17].
- 1954 — 3 695, из них 3142 члена и 553 кандидата. Численность союза с момента первого съезда выросла за счёт новых членов на 1000 человек, 15 % из прежнего состава погибли на фронте, 180 человек были осуждены за антисоветскую деятельность[4].
- 1959 — 4 801
- 1967 — 6 608
- 1971 — 7 290
- 1976 — 7 942
- 1981 — 8 773
- 1986 — 9 584
- 1989 — 9 920

В 1976 году сообщалось, что из общего числа членов Союза 3 665 пишут на русском языке. На 1 марта 1976 года из 7883 членов Союза писателей СССР было 2839 прозаиков и 2661 поэт. Средний возраст делегатов съезда в 1935 году составил около 35 лет, а к 1990 году средний возраст делегатов съезда был около 60 лет.

### Исключение
Писатель мог быть исключён из Союза писателей «за проступки, роняющие честь и достоинство советского литератора» и за «отступление от принципов и задач, сформулированных в Уставе Союза писателей СССР». На практике поводом для исключения могли служить:
- критика писателя со стороны высших партийных инстанций. Пример — исключение М. М. Зощенко и А. А. Ахматовой, последовавшее за докладом Жданова в августе 1946 г. и партийным постановлением «О журналах „Звезда“ и „Ленинград“»;
- публикация за рубежом произведений, не опубликованных в СССР. Первым по этому мотиву был исключён Б. Л. Пастернак за издание в Италии его романа «Доктор Живаго» в 1957 г.;
- публикация в «самиздате»;
- открыто выраженное несогласие с политикой КПСС и Советского государства;
- участие в публичных выступлениях (подписание открытых писем) с протестами против преследования диссидентов.

Исключённым из Союза писателей отказывалось в издании книг и публикации в журналах, подведомственных СП, практически они были лишены возможности зарабатывать литературным трудом. За исключением из Союза следовало исключение из Литфонда, влекущее за собой ощутимые материальные затруднения. Исключение из СП по политическим мотивам, как правило, предавалось широкой огласке, превращавшейся порой в настоящую травлю. В ряде случаев исключение сопровождалось уголовным преследованием по статьям «Антисоветская агитация и пропаганда» и «Распространение заведомо ложных измышлений, порочащих советский государственный и общественный строй», лишением гражданства СССР, вынужденной эмиграцией.
В 1949 году действовала Комиссия по устройству на работу писателей, которая предлагала писателям, не имевшим литературного заработка, работу в качестве библиографа, редактора, научного сотрудника, также советовали переехать в Биробиджан с предоставлением средств на переезд. Писатели, которые ничего не могли публиковать за своей подписью, договаривались с друзьями, которые брали на них на своё имя работу в редакциях и издательствах, а потом передавали им гонорары. Кроме того, существовали групповые комитеты писателей, куда входили в том числе не члены Союза советских писателей — при ЦК профсоюза работников полиграфического производства и печати СССР и при издательствах.
По политическим мотивам из Союза писателей были исключены А. Синявский, Н. Коржавин, Г. Владимов, Л. Чуковская, А. Солженицын, В. Максимов, В. Некрасов, A. Галич, Е. Эткинд, В. Войнович, И. Дзюба, Н. Лукаш, Виктор Ерофеев, Е. Попов, Ф. Светов.
В знак протеста против исключения Попова и Ерофеева из СП в декабре 1979 года В. Аксёнов, И. Лиснянская и С. Липкин заявили о своём выходе из Союза писателей СССР.

## Руководители
Руководителем СП СССР, по Уставу 1934 года, был Председатель правления.

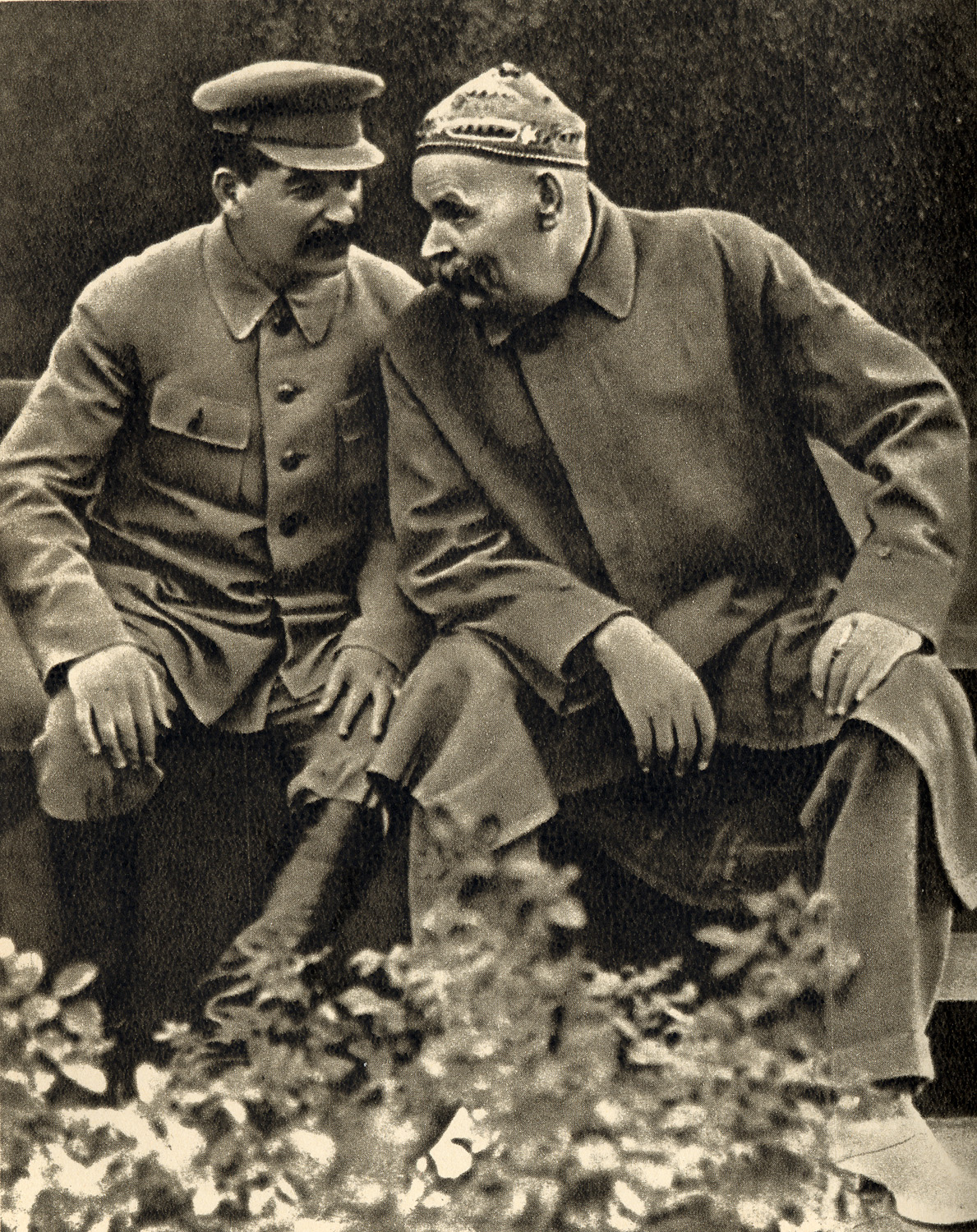
Беседа И. В. Сталина с М. Горьким

Первым председателем (1934—1936) правления Союза писателей СССР прочили Максима Горького, однако он от этой должности отказался. Поскольку в правление были избраны Ф. Панфёров, В. Ермилов, А. Фадеев, В. Ставский, «таким образом, люди малограмотные будут руководить людьми значительно более грамотными, чем они», — написал Горький в своём письме в ЦК ВКП(б). При этом фактическое руководство деятельностью Союза осуществлял 1-й секретарь СП Александр Щербаков.
- Алексей Толстой (с 1936 по 1938 годы); фактическое руководство до 1941 года осуществлял генеральный секретарь СП СССР Владимир Ставский;
- Александр Фадеев (с 1938 по 1944 и с 1946 по 1954 годы);
- Николай Тихонов (с 1944 по 1946 годы);
- Алексей Сурков (с 1954 по 1959 годы);
- Константин Федин (с 1959 по 1977 годы);

По Уставу 1977 года, руководство Союзом писателей осуществлял Первый секретарь правления. Эту должность занимали:
- Георгий Марков (с 1977 по 1986 годы);
- Владимир Карпов (с 1986 года; подал в отставку в ноябре 1990, но продолжал вести дела до августа 1991);
- Тимур Пулатов (1991).

## Контроль со стороны КПСС
Правящая в СССР КПСС контролировала деятельность правления Союза писателей СССР. Члены правления Союза входили в учётно-контрольную номенклатуру ЦК КПСС. Поэтому, например, в январе 1985 года первый секретарь правления Союза Г. М. Марков известил ЦК КПСС о том, что в правлении вакантны 6 должностей секретарей и о том, какие кандидаты на эти посты, намеченные на эти посты руководством Союза, будут избраны VII съездом писателей.

## Награды
- 20 мая 1967 года награждён орденом Ленина.
- 25 сентября 1984 года награждён орденом Дружбы народов.

## СП СССР после распада СССР
После распада СССР в 1991 году Союз писателей СССР разделился на множество организаций в различных странах постсоветского пространства.
Основным преемником СП СССР в России и СНГ было заявлено Международное сообщество писательских союзов (МСПС), которым долгое время руководил Сергей Михалков. Однако в 1993 году Мосгорсуд признал, что МСПС не является правопреемником СП СССР. В России Союз писателей РСФСР разделился на Союз писателей России и Союз российских писателей. Почвой для разделения единого сообщества писателей СССР на два крыла (Союз писателей России (СПР) и Союз российских писателей (СРП)) послужило «Письмо 74-х»: в СПР вошли те, кто был солидарен с авторами «Письма 74-х», в СРП — писатели, как правило, либеральных взглядов.

## СП СССР в искусстве
Советские писатели и кинематографисты в своём творчестве неоднократно обращались к теме СП СССР.
- В романе «Мастер и Маргарита» М. А. Булгакова под вымышленным наименованием «Массолит» советская писательская организация изображена как объединение приспособленцев.
- Пьеса В. Войновича и Г. Горина «Кот домашний, средней пушистости» посвящена закулисной стороне деятельности СП. По пьесе К. Воинов снял кинофильм «Шапка».
- В очерках литературной жизни «Бодался телёнок с дубом» А. И. Солженицын характеризует СП СССР как один из главных инструментов тотального партийно-государственного контроля над литературной деятельностью в СССР.
- В литературном романе «Козлёнок в молоке» Ю. М. Полякова события разворачиваются на фоне деятельности советской писательской организации. Идея романа заключается в том, что организация может сделать имя писателю, не углубляясь в его творчество. Что касается идентификации персонажей с реальностью, то по словам автора, он всеми силами старался удержать будущих читателей романа от ложных идентификаций.

## Оценки современников
Валентин Распутин: 
Союз писателей СССР значил для меня очень многое. Во-первых, это общение с мастерами высокого класса, можно сказать, с классиками советской литературы. Это общение было возможно потому, что Союз писателей устраивал совместные поездки по стране, и заграничные поездки были. Я помню одну из таких поездок. Это 1972 год, когда я только-только начинал в литературе и оказался в большой группе писателей в Алтайском крае. Для меня это была не только честь, но и учёба и опыт определённый. Я общался со многими очень известными мастерами, в том числе со своим земляком Павлом Нилиным. Вскоре Георгий Мокеевич Марков собрал большую делегацию, и мы поехали в Чехословакию. И тоже встречи, и тоже это интересно было. Ну а потом всякий раз пленумы, съезды, когда я уже сам ездил. Это, конечно, учёба, знакомство и вхождение в большую литературу. Ведь в литературу входят не только своим словом, но и братством определённым. Вот это братство было. Оно позже было в Союзе писателей России. И всегда было радостью зайти туда. В ту пору Союз писателей Советского Союза несомненно нужен был.
Владимир Богомолов:
Террариум сподвижников
Василий Белов:
Судьба меня свела с Союзом писателей. Если бы не было его, как бы я поступил в Литинститут? Меня прочили секретарём комсомольской организации. Я отказался. Сделали вместо меня Марченко Славу. СП в творческом отношении мне очень помогал. Без него я бы не получил две премии. Я общался со многими писателями. К великому сожалению, из-за развала Союза потерял с ними связь.
Андрей Мальгин, «Письмо другу-литературоведу»:
Есть железное правило, не знающее исключений. Чем известнее ты, чем активнее участвуешь в литературном процессе, тем труднее тебе будет вступить в Союз писателей. А предлог всегда найдется, если не на творческом бюро, то на приемной комиссии, если не на приемной комиссии, то на секретариате встанет кто-нибудь и скажет: «А, одна книга? Пусть сначала издаст вторую», или: «А, две книги? Давайте подождем третью». Рекомендацию дали известные люди — протекционизм, групповщина. Дали неизвестные — пусть дадут известные. И так далее. <…> Любопытно ознакомиться со списком членов этой приемной комиссии. Состоит там, например, дрессировщица зверей Наталья Дурова. Квалифицированный судья, правда? А кто такие Владимир Богатырёв, Юрий Галкин, Виктор Ильин, Владимир Семёнов? Не знаешь? И я не знаю. И никто не знает.
Артём Анфиногенов:
Я застал то время, когда пушкинское «Друзья мои, прекрасен наш союз!» с новой силой и по-новому воскресало в особняке на Поварской. Обсуждения «крамольной» повести Анатолия Приставкина, проблемных очерков и острой публицистики Юрия Черниченко, Юрия Нагибина, Алеся Адамовича, Сергея Залыгина, Юрия Карякина, Аркадия Ваксберга, Николая Шмелёва, Василия Селюнина, Даниила Гранина, Алексея Кондратовича, других авторов проходили в битком набитых аудиториях. Эти диспуты отвечали творческим интересам писателей-единомышленников, получали широкий резонанс, формировали общественное мнение по коренным вопросам жизни народа…

## Адрес
Правление Союза писателей СССР находилось по адресу: улица Воровского, 52/55 («Дом Ростовых»), ныне здесь расположено Международное сообщество писательских союзов.